# Theganopteryx heterogamia
Theganopteryx heterogamia är en kackerlacksart som beskrevs av Karlis Princis 1963. Theganopteryx heterogamia ingår i släktet Theganopteryx och familjen småkackerlackor. Inga underarter finns listade i Catalogue of Life.